# Trophy Mountain
Trophy Mountain är ett berg i Kanada.   Det ligger i provinsen British Columbia, i den centrala delen av landet, 3 300 km väster om huvudstaden Ottawa. Toppen på Trophy Mountain är 2 577 meter över havet.
Terrängen runt Trophy Mountain är bergig åt nordväst, men åt sydost är den kuperad. Trophy Mountain är den högsta punkten i trakten. Trakten runt Trophy Mountain är nära nog obefolkad, med mindre än två invånare per kvadratkilometer.. Det finns inga samhällen i närheten.
Trakten runt Trophy Mountain består i huvudsak av gräsmarker.